# Avant Browser
Avant Browser è un web browser sviluppato in Delphi e basato su Internet Explorer, il quale richiede appunto di essere installato per far funzionare il primo.
Rispetto ad Explorer, disponeva di alcune funzionalità aggiuntive, tra cui la navigazione contemporanea su più siti, la navigazione a schede, il blocco delle finestre pop-up, un sistema di protezione della privacy basato sulla cancellazione periodica della cache e della history. Disponeva inoltre della possibilità di eseguire ricerche integrate utilizzando Yahoo! e Google, vantaggio mantenuto fino a quando Microsoft ha distribuito la versione 7 del popolare browser, aggiungendo funzioni presenti già da anni nei web browser moderni. Una caratteristica peculiare di questo browser è la funzione Tri-Core, che permette di scegliere di usare uno dei tre diversi motori di rendering disponibili (Gecko, WebKit, Trident) per visualizzare una pagina.

## Caratteristiche
Inizialmente Avant browser era un clone di Opera con il motore di Internet Explorer, Avant offre molte opzioni presenti in Opera che non esistono in Internet Explorer 6 standard (senza Service Pack 2 e aggiornamenti vari):
- Blocco animazioni Flash, video, immagini e i controlli ActiveX possono essere bloccati
- Blocco finestre Pop-up: vengono bloccate di default.
- Funzioni del mouse: i link possono essere aperti in background ed è possibile cambiare la funzionalità dei pulsanti del mouse; ad esempio, la rotella di scorrimento delle pagine può essere utilizzata per aprire link in modalità background oppure in una nuova finestra. Questa opzione è molto utile se si pensa che in Internet Explorer standard occorre cliccare sul link e poi su "Apri collegamento in una nuova finestra".
- Password: si può scegliere di utilizzare Avant per memorizzare le password utilizzate nei form in Internet in modo tale da non inserirle ogni volta che è richiesta l'autenticazione. Questa opzione è utile solamente se si è l'unico utente che ha accesso al computer ma richiede comunque una nuova password da utilizzare per accedere a quelle memorizzate.
- Apertura pagine: possono essere aperte contemporaneamente più pagine, rimanendo all'interno dell'unica interfaccia del programma.
- Schermo intero: la funzione di Avant permette di visualizzare la pagina web a tutto schermo nascondendo completamente l'interfaccia del programma.
- Motori di ricerca: è possibile effettuare ricerche all'interno dell'interfaccia del programma utilizzando i motori di ricerca di Google e Yahoo!!
- Pulizia delle tracce: è possibile rimuovere facilmente tutte le tracce lasciate dalla navigazione (cookie, cronologia ecc.).
- In caso di crash, alla successiva riapertura del programma è possibile riaprire le pagine che si stavano visitando.
- Interfacce: è possibile modificare l'interfaccia standard cambiandone l'aspetto
- Lettore di feed RSS: include un lettore dei feed.